# Akrobeto
Akwasi Boadi (18 de Novembro de 1962), conhecido como Akrobeto, é um ator, comediante e apresentador de TV ganês. Ele já apareceu em mais de cem filmes de Kumawood e é conhecido pelo tamanho do seu nariz. Akwesi Boadi é conhecido na indústria do showbiz como Akrobeto (que fará o "nariz" amanhã).

## Infância
Akrobeto nasceu em 18 de Novembro de 1962 em Ayirebi, no distrito eleitoral de Ofoase Ayirebi, na região oriental do Gana. Ele começou a sua educação escolar na escola básica e secundária na Akyem Ayerebi L/A e terminou no ano de 1979. Mesmo que ele não tenha conseguido passar no exame do ensino secundário, o seu amor pela comédia e atuação tornou-o popular e amado por muitos na sua comunidade. Ele é o mais novo entre 11 filhos que os seus pais geraram, dos quais 10 já faleceram. Ele não poderia continuar a sua educação.

## Carreira
Aos 18 anos, ele deixou a sua cidade natal para Accra com o apóstolo Kwadwo Sarfo of Kristo Asafo Band, quando a banda visitou Akyem Ayerebi para realizar a sua festa de concerto habitual na cidade. Ele permaneceu com a banda Kristo Asafo e apresentou-se em várias outras produções nos anos 2000 na popular competição "Who is Who" naquela época. Em 2008, ele começou a participar de filmes de Kumawood. Atualmente é o apresentador do programa de televisão ''The Real News'' na UTV.
Ele tornou-se popular graças ao YouTube e, em Novembro de 2020, clipes dele lendo resultados desportivos do futebol europeu de maneira exagerada e entusiástica tornaram-se virais. A sua má pronúncia do nome do capitão do Chelsea César Azpilicueta levou o jogador espanhol a compartilhar o vídeo no Twitter e a responder com um clipe no qual ele explica a pronúncia correta, dando maior exposição a Akrobeto. Vários programas satíricos exibiram os seus próprios clipes satirizando a fala de Akrobeto, incluindo o programa satírico grego Rádio Arvyla entre outros, que exibiu frequentemente vídeos dele e o seu rosto aparece no "Top Epikairotitas", numa parte do programa. Além disso, o episódio de quinta-feira da Rádio Arvyla termina com um vídeo satírico onde são apresentadas várias notícias nacionais com o jeito de Akrobeto, mantendo os gráficos do programa de Akrobeto.
Ele teria recebido atenção do Bayer Leverkusen e de outras plataformas de TV na Espanha. Patrice Evra chamou-o de tio de N'golo Kante. Ele foi o anfitrião da quarta edição dos 3Music Awards realizada no Accra International Conference Center.

## Vida pessoal
Akrobeto é casado com Georgina Johnson e tem 3 filhos.

## Filmografia
- Away Bus
- Things we do for love
- Chain Of Death
- Akrobeto The Grand Master Of Evil
- Akrobeto The Evil Bird
- HWE WANO ASEM YIE
- AKROBETO Back to school
- AWO YAA KYIEWAA
- Asan bi ye Nhrabea
- SUMENA SO ADIE
- Akrobeto No Abɔnefoɔ ɔberɛmba 3
- Akrobeto Taxi Driver
- AHENKAE
- Ma Yenfa To Woso
- Pastors Club
- Sorantie Pastor

## Prémio
Em Março de 2021, ele emergiu como a Personalidade de Entretenimento do Ano no Entertainment Achievement Awards.